# TESAT
TESAT(Test of Economic Sense And Thinking, 테샛)은 대한민국의 국가 공인 경제 이해력 검증 시험이다. 복잡한 경제 현상을 얼마나 잘 이해하고 있는가를 객관적으로 평가하는 종합 경제 시험으로 한국경제신문이 개발하였다. 문제는 객관식 5지선다형으로 출제된다. 첫 시험은 2008년 11월 2일 건국대학교에서 치러졌다. 2010년 11월 21일 9회 시험부터 국가 공인 시험으로 치러졌다.

## 같이 보기
- 한국경제신문